# Lasiomma quinquelineatum
Lasiomma quinquelineatum är en tvåvingeart som först beskrevs av Ringdahl 1926.  Lasiomma quinquelineatum ingår i släktet Lasiomma och familjen blomsterflugor. Arten är reproducerande i Sverige. Inga underarter finns listade i Catalogue of Life.